# TT Racer
TT Racer est un jeu vidéo de simulation de course de moto sorti sur Amstrad CPC, et ZX Spectrum,,.

## Synopsis
TT Racer est une simulation de course de moto de grand prix. La visibilité est tridimensionnelle au-dessus du guidon.
Le jeu offre la possibilité de préparer sa machine et de s'entraîner sur 12 circuits. Une fois que vous êtes prêt, vous pouvez affronter les autres champions.

## Accueil
TT Racer reçoit un bon accueil de la part de la presse spécialisée lors de sa sortie,,.